# Khun Han (huyện)
Khun Han (tiếng Thái: ขุนหาญ) là một huyện (Amphoe) ở phía nam của tỉnh Sisaket, đông bắc Thái Lan.

## Địa lý
Các huyện giáp ranh (từ phía tây theo chiều kim đồng hồ) là: Phu Sing, Khukhan, Phrai Bueng, Si Rattana, Kantharalak của tỉnh Sisaket và Oddar Meancheay của Campuchia.

## Hành chính
Huyện này được chia thành 12 phó huyện (tambon), các đơn vị này lại được chia ra thành 138 làng (muban). Khun Han là một thị trấn (thesaban tambon) and nằm trên một phần của the tambon Si và Non Sung. Có 12 Tổ chức hành chính tambon.
| STT. | Tên         | Tên Thái  | Số làng | Dân số |  |
| ---- | ----------- | --------- | ------- | ------ |  |
| 1.   | Si          | สิ         | 13      | 10.200 |  |
| 2.   | Bak Dong    | บักดอง     | 21      | 14.625 |  |
| 3.   | Phran       | พราน      | 18      | 15.837 |  |
| 4.   | Pho Wong    | โพธิ์วงศ์    | 8       | 6.300  |  |
| 5.   | Phrai       | ไพร       | 11      | 6.491  |  |
| 6.   | Krawan      | กระหวัน    | 12      | 8.863  |  |
| 7.   | Khun Han    | ขุนหาญ     | 9       | 5.858  |  |
| 8.   | Non Sung    | โนนสูง     | 8       | 7.800  |  |
| 9.   | Kanthrom    | กันทรอม    | 11      | 8.576  |  |
| 10.  | Phu Fai     | ภูฝ้าย      | 8       | 5.035  |  |
| 11.  | Pho Krasang | โพธิ์กระสังข์ | 14      | 9.051  |  |
| 12.  | Huai Chan   | ห้วยจันทร์   | 5       | 4.761  |  |